# Alemany d'Aiguaviva
Alemany d'Aiguaviva (? - 15 de desembre de 1227) fou bisbe de Girona. Quan l'escolliren era canonge, prevere i sagristà major de la catedral de Girona i la seva elecció no fou massa temps després de la mort del seu antecessor Ramon de Palafolls. Fou acèrrim defensor dels béns de la seva Església i havent-se queixat els veïns de Bàscara i de la Bisbal, vassalls de la seva església, de molts greuges i gravàmens que rebien del Comte d'Empúries, promulgà contra ell sentència d'excomunió latæ sentenciæ, i no volgué absoldre'l d'ella, fins que venint personalment el Comte a Girona es postrà als seus peus i li demanà perdó amb gran humilitat dels greuges fets als seus súbdits i a la seva Seu, prometent esmenar aquests, segons li fóra demanat jurant-ho complir essent absolt el 2 de març de l'any 1225.